# Чемпионат Гаити по футболу
Чемпионат Гаити по футболу (фр. Championnat d'Haïti de football) — клубный турнир по футболу, в котором выявляется чемпион Республики Гаити по этому виду спорта. Чемпионы Гаитянской лиги (Division 1 Ligue Haïtienne) выявляются с сезона 1937/1938, формат турнира и сезонность неоднократно менялись. Современный формат (за исключением трёх случаев) с выявлением двух чемпионов за один календарный год сложился с 2002 года. По аналогии с многими латиноамериканскими странами (см. Апертура и Клаусура), в Гаити первая часть сезона называется чемпионатом Открытия («Увертюр», Ouverture), а вторая часть — чемпионатом Закрытия («Клотюр», Clôture).

## История и формат
Первый в истории чемпионат Гаити прошёл по «европейской» системе в сезоне 1937/38, его победителем стал «Расинг Клуб Аитьен», по сей день являющийся самой титулованной командой в истории гаитянского футбола. С 1939 по 1983 год включительно в Гаитянской лиге соблюдалась «американская» сезонность (календарный год) с одним клубом-чемпионом за сезон. Исключениями в этот период были сезоны 1952/53 и 1953/54, причём никаких переходных турниров при смене сезонности в Гаити не проводится. Во многом из-за нестабильной политической обстановки несколько раз чемпионат Гаити вовсе не проводился. Чемпионат был сорван в 1949 году, не проводился в 1954, с 1963 по 1967, с 1972 по 1982 и с 1984 по 1987 год.
Следующие восемь сезонов, с 1987/88 по 1994/95, чемпионат Гаити проводился по «европейской» системе, причём в сезоне 1991/92 проведение футбольного первенства вновь было сорвано. С 1996 по 2001 год в Гаити вновь проводились классические чемпионаты с одним клубом-чемпионом за один календарный год.
В 2002 году формат первенства был приближен к латиноамериканской системе Апертура и Клаусура. За один календарный год стали выявлять двух чемпионов — Увертюра («Открытия») и Клотюра («Закрытия») (до 2009 года для определения «Закрытия» использовалось другое французское слово — «Ферметюр», Fermeture). Эта система существует поныне. Исключениями стали три сезона — 2005/06, 2012 и 2013 — тогда за сезон выявлялось по одному победителю.
Несмотря на невысокий уровень чемпионата, в Гаитянской лиге участвует 20 клубов. Наиболее успешными командами являются «Расинг Аитьен», ФИКА, «Вьолет» и «Тампет». «Расинг Аитьен» и «Вьолет» по одному разу доходили до финалов Кубка чемпионов КОНКАКАФ.

## Чемпионы
| Клуб               | Город        | Титулов | Чемпионские сезоны                                                                                      |
| ------------------ | ------------ | ------- | --- |
| Расинг Аитьен      | Порт-о-Пренс | 14      | 1937/38, 1941, 1946, 1947, 1953/54, 1958, 1962, 1963, 1966, 1967, 1969, 2000, 2002 (Ферметюр), 2009 (Ф) |
| ФИКА               | Кап-Аитьен   | 7       | 1988/89, 1989/90, 1990/91, 1993/94, 1998, 2001, 2015 (Клотюр)                                           |
| Вьолет             | Порт-о-Пренс | 6       | 1939, 1957, 1968, 1983, 1994/95, 1999                                                                   |
| Тампет             | Сен-Марк     | 5       | 1992/93, 2008 (Увертюр), 2009 (У), 2010 (У), 2011 (Клотюр)                                              |
| Балтимор           | Сен-Марк     | 4       | 2004/05 (Ферметюр), 2005/06 (Увертюр), 2007 (У), 2011 (У)                                               |
| Дон Боско          | Петьонвиль   | 4       | 1971, 2003 (Увертюр), 2014 (Клотюр), 2015 (У)                                                           |
| Эгле Нуар          | Порт-о-Пренс | 4       | 1952/53, 1955, 1970, 2005/06 (Ферметюр)                                                                 |
| Этуаль Аитьен      | Порт-о-Пренс | 3       | 1942, 1944, 1961                                                                                        |
| Эксельсьор         | Порт-о-Пренс | 3       | 1948, 1950, 1951                                                                                        |
| Расинг             | Гонаив       | 3       | 1996, 2008 (Ферметюр), 2016 (Увертюр)                                                                   |
| Миребале           | Миребале     | 2       | 2004/05 (Увертюр), 2013                                                                                 |
| Атуэй Бакарди Клуб | Порт-о-Пренс | 2       | 1940, 1945                                                                                              |
| Руладо             | Гонав        | 1       | 2002 (Увертюр), 2003 (Ферметюр)                                                                         |
| Америка            | Ле-Ке        | 1       | 2014 (Увертюр)                                                                                          |
| Арсенал            | Порт-о-Пренс | 1       | 1943 |
| Капуаз             | Кап-Аитьен   | 1       | 1997 |
| Кавали             | Леоган       | 1       | 2007 (Ферметюр)                                                                                         |
| Жёнесс Петьонвиль  | Петьонвиль   | 1       | 1956 |
| Виктори            | Жакмель      | 1       | 2010 (Клотюр)                                                                                           |
| Валенсия           | Леоган       | 1       | 2012 |